# Siko Dolidze
Siko Dolidze (gruz. სიმონ დოლიძე; ur. 6 lutego 1903 w Macharadze; zm. 17 czerwca 1983) – gruziński reżyser filmowy oraz scenarzysta.
W 1925 roku ukończył studia na wydziale historyczno-filologicznym Uniwersytetu Tbiliskiego. Pionier i współorganizator kinematografii gruzińskiej. Był twórcą takich filmów fabularnych i dokumentalnych jak: Na szturm ziemi (1929), W krainie lawin (1931), Dariko (1937), Konik polny (1954), Czy to człowiek? (1980), Kukaracza (1983).

## Filmografia
- 1929: Na szturm ziemi
- 1931: W krainie lawin
- 1937: Dariko
- 1954: Konik polny
- 1958: Fatima
- 1959: Dzień ostatni, dzień pierwszy
- 1980: Czy to człowiek?
- 1983: Kukaracza

## Odznaczenia
- Ludowy Artysta Gruzińskiej ZSRR
- Ludowy Artysta ZSRR